# Debabrata Basu
Debabrata Basu (bengalisch দেবব্রত বসু Debabrata Basu; * 5. Juli 1924 in Dhaka; † 24. März 2001 in Kolkata, Westbengalen) war ein indischer mathematischer Statistiker.

## Leben
Basu studierte Mathematik an der Universität Dhaka im heutigen Bangladesch und lehrte dort 1947/48 nach seinem Abschluss. Aufgrund der politischen Unruhen während des Übergangs zur Unabhängigkeit Indiens verließ er seine Heimat und wurde 1950 Mitglied des Indian Statistical Institute in Kolkata, wo er unter C. R. Rao forschte. Er wurde stark von Abraham Wald  beeinflusst, der das Institut 1950 besuchte. 1953 wurde er an der Universität Kalkutta promoviert und ging als Fulbright-Stipendiat nach Berkeley, wo er Schüler von Jerzy Neyman wurde. Nach einem Vortrag von Ronald Fisher am Institut in Kolkata 1955 über statistische Paradoxien begann seine Hinwendung zur Bayes-Statistik. In den 1960er Jahren trat er als Kritiker der klassischen Inferenz-Statistik hervor. Er lehrte am Indian Statistical Institute und ab 1975 bis zur Emeritierung 1990 an der University of Florida.
1955 bewies er die Sätze von Basu über statistische Unabhängigkeit.
Debabrata Basu starb an der Alzheimer-Krankheit.

## Schriften
- Statistical information and likelihood : A collection of critical essays by Dr. D. Basu. Lecture Notes in Statistics 45, 1988 (Hrsg. J. K. Ghosh)
- Selected Works of Debabarata Basu, Springer 2011 (Hrsg.  Anirban DasGupta)